# Ramona Trinidad Iglesias-Jordan
Ramona Trinidad Iglesias-Jordan (Utuado, 31 de agosto ou 1 de setembro de 1889 – Río Piedras, 29 de maio de 2004) foi uma senhora porto-riquenha que faleceu de pneumonia aos 114 anos e 272 dias de idade, quando era a mais velha pessoa do mundo. Sucedeu-lhe no título María Ester Capovilla, de 114 anos de idade. Foi Decana da Humanidade de 13 de novembro de 2003 até a data de seu falecimento.